# کوک گیتار
کوک گیتار عبارت است از انتساب صدا به سیم‌های باز گیتار، از جمله گیتار کلاسیک، گیتار آکوستیک و گیتار الکتریک، کوک‌ها با آهنگ‌های خاصی که توسط نت‌های موسیقی غربی ساخته می‌شوند توصیف می‌شوند، طبق قرارداد نت‌ها از کم صداترین سیم (یعنی عمیق‌ترین نت با صدای بم) تا بلندترین سیم (یعنی بلندترین نت)، یا ضخیم‌ترین سیم به نازک‌ترین، یا پایین‌ترین فرکانس به بالاترین سیم مرتب و مرتب می‌شوند این گاهی اوقات باعث سردرگمی گیتاریست‌های مبتدی می‌شود، زیرا سیم با بالاترین تن به عنوان سیم اول شناخته می‌شود و کمترین صدای آن سیم ششم است.

محدوده گیتار با کوک استاندارد

تنظیم استاندارد، زیر و بمی سیم‌ها را به صورت E (۸۲٫۴۱ هرتز)، A (۱۱۰ هرتز)، D (۱۴۶٫۸۳ هرتز)، G (۱۹۶ هرتز)، B (۲۴۶٫۹۴هرتز) و E (۳۲۹٫۶۳ هرتز)، از پایین‌ترین گام (کم E ۲) تا بالاترین گام (بالا ۴ E) تعریف می‌کند. تنظیم استاندارد توسط اکثر گیتاریست‌ها استفاده می‌شود، و کوک‌های پرکاربرد را می‌توان به عنوان تغییراتی در تنظیم استاندارد درک کرد.
اصطلاح کوک‌های گیتار ممکن است به مجموعه‌هایی غیر از تنظیم استاندارد اشاره داشته باشد که به آنها غیراستاندارد، جایگزین یا متناوب نیز می‌گویند، صدها مورد از این کوک‌ها، اغلب با انواع کوچکی از کوک‌های ثابت وجود دارد، جوامع گیتاریست‌هایی که سنت‌های موسیقی مشترکی دارند، اغلب از سبک‌های کوک یکسان یا مشابه استفاده می‌کنند.

## استاندارد و جایگیزن
استاندارد ویرایش کنید کوک استاندارد، کوک‌هایی است که اغلب در گیتارهای شش سیم استفاده می‌شود و نوازندگان این کوک را به‌طور پیش‌فرض فرض می‌کنند، اگر جایگزین خاصی (یا اسکورداتورا) ذکر نشده باشد، در نت نویسی علمی، تنظیم استاندارد گیتار از نت‌های زیر تشکیل شده است: E 2 – A 2 – D 3 – G 3 – B 3 – E
| رشته  | فرکانس      | نماد گام علمی |
| ----- | ----------- | ------------- |
| 1 (E) | ۳۲۹٫۶۳ هرتز | E4            |
| 2 (B) | ۲۴۶٫۹۴ هرتز | B3            |
| 3 (G) | ۱۹۶٫۰۰ هرتز | G3            |
| 4 (D) | ۱۴۶٫۸۳ هرتز | D3            |
| 5 (A) | ۱۱۰٫۰۰ هرتز | A2            |
| 6 (E) | 0۸۲٫۴۱ هرتز | E2            |
گیتار یک ساز جابجایی است، یعنی موسیقی برای گیتار یک اکتاو بالاتر از صدای واقعی است، این کار برای کاهش نیاز به خطوط لجر در موسیقی نوشته شده برای ساز است و در نتیجه خواندن نت‌ها هنگام نواختن گیتار را ساده می‌کند.
تنظیم استاندارد انگشت گذاری نسبتاً ساده (حرکت با دست) را برای نواختن مقیاس‌های استاندارد و آکوردهای اصلی در همه کلیدهای ماژور و مینور فراهم می‌کند. جداسازی سیم‌های دوم (B) تا پنجم (A) که در سومین سیم کوچک و دوم (e) به دنبال سیم پایین (E) به‌عنوان جداسازی در ۵ کوک می‌شوند، و ایجاد مانند یک فاصله پنج نیم‌آهنی (یک چهارم کامل) به گیتاریست اجازه می‌دهد تا یک مقیاس رنگی با هر یک از چهار انگشت اشاره اول (یکی از چهار انگشت سبابه) بنوازد. فرت ۱، انگشت کوچک روی فرت ۴ و غیره) فقط زمانی که دست در موقعیت اول قرار دارد.
نت‌های باز سیم دوم (B) و سوم (G) با چهار نیم صدا (یک سوم اصلی) از هم جدا شده‌اند. این الگوی کوک (کم) یک چهارم، یک سوم اصلی و یک چهارم توسط گیتار از ساز قبلی خود، ویل به ارث رسیده است. یک سوم ماژور نامنظم الگوهای انگشت گذاری مقیاس‌ها و آکوردها را می‌شکند، به طوری که گیتاریست‌ها باید چندین شکل آکورد را برای هر آکورد حفظ کنند. مقیاس‌ها و آکوردها با کوک یک سوم اصلی و کوک تمام چهارم ساده‌تر می‌شوند، که کوک‌های منظمی هستند که فاصله موسیقایی یکسانی را بین نت‌های سیم باز متوالی حفظ می‌کنند.
هنگام بستن هر فرت در تنظیم استاندارد، فقط و تمام نت‌های فلس پنتاتونیک تولید می‌شود. برای مثال، رشته‌های باز E, A، D, G، B, E نت‌های مقیاس پنتاتونیک مینور E (پنتاتونیک G ماژور) را ایجاد می‌کنند، و با حذف فرت سوم، نت‌های مقیاس پنتاتونیک G مینور (B♭ پنتاتونیک ماژور) تولید می‌شود.
|      | ۰        | I              | II            | III            | IV               |
| رشته | باز کردن | فرت اول (شاخص) | فرت دوم (وسط) | فرت سوم (حلقه) | فرت چهارم (حلقه) |
| ---- | -------- | -------------- | ------------- | -------------- | ---------------- |
| ۶    | E2       | F2             | F♯ 2 / G♭ ۲   | G2             | G♯ 2 / A♭ ۲      |
| ۵    | A2       | A♯ 2 / B♭ ۲    | B2            | C3             | C♯ 3 / D♭ ۳      |
| ۴    | D3       | D♯ 3 / E♭ ۳    | E3            | F3             | F♯ 3 / G♭ ۳      |
| ۳    | G3       | G♯ 3 / A♭ ۳    | A3            | A♯ 3 / B♭ ۳    | B3               |
| ۲    | B3       | C4             | C♯ 4 / D♭ ۴   | D4             | D♯ 4 / E♭ ۴      |
| ۱    | E4       | F4             | F♯ 4 / G♭ ۴   | G4             | G♯ 4 / A♭ ۴      |